# شهرستان هورفانو (کلرادو)
شهرستان هورفانو (به انگلیسی: Huerfano County) یکی از شهرستان‌های کلرادو در ایالات متحده آمریکاواقع شده‌است. شهرستان هورفانو ۴٬۱۲۵٫۸۷ کیلومتر مربع مساحت دارد. یکی از استان‌های شهرستان‌های کلرادو ۶۴ در ایالت کلرادو ایالات متحده است. این شهرک در سرشماری سال ۲۰۱۰ میلادی، ۶،۷۱۱ نفر جمعیت داشته‌است مرکز شهرستان والسنبورگ، کلرادو است. این شهرستان که نامش از اسپانیایی به معنای "یتیم" است، به نام "[ بوت"، یک نقطه عطف محلی نامگذاری شد. منطقه در اوایل دهه ۱۹۰۰ با کشف ذخایر زغال‌سنگ عظیم رشد کرد. پس از جنگ جهانی دوم، ذخایر زغال‌سنگ در دهه ۱۹۴۰ به پایان رسید و هورفانو شاهد کاهش تدریجی اقتصادی تا سال ۲۰۱۵ بود.